# Токугава Јошимуне
Токугава Јошимуне (1684-1751), осми шогун из династије Токугава.

## Владавина
Јошимуне је изабран из огранка куће Токугава из провинције Киј. Пошто је десетак година служио као даимјо, дошао је на положај шогуна са репутацијом снажног администратора. По преласку у замак Едо предузео је прву велику „ревизију“ система бакуфу: такозване Кјохо реформе. Проглашене као „повратак Ијејасуовом наслеђу“, настојао је да прошири финансије бакуфуа, очисти корупцију у систему пореза на земљу и побољша морал међу мањим вазалима шогуна побољшањем њиховог финансијског статуса.